# Æon Flux
Æon Flux – amerykański film fabularny (fantastycznonaukowy z domieszką kina akcji) z 2005 roku w reżyserii Karyn Kusamy, oparty na serialu animowanym emitowanym w MTV pt. Æon Flux. Film został wyprodukowany przez wytwórnię filmową Paramount Pictures i Lakeshore Entertainment.

## Obsada
- Charlize Theron jako Æon Flux
- Marton Csokas jako Trevor Goodchild
- Jonny Lee Miller jako Oren Goodchild
- Sophie Okonedo jako Sithandra
- Frances McDormand jako Handler
- Pete Postlethwaite jako Keeper
- Amelia Warner jako Una Flux
- Caroline Chikezie jako Freya
- Nikolai Kinski jako Claudius
- Paterson Joseph jako Giroux
- Yangzom Brauen jako Inari

## Box office
| Świat | US$ 52,304,001 |

## Opis fabuły
W 2011 roku tajemniczy wirus zabija 99% ludzkiej populacji. Pozostali uratowani żyją w Bregnie, ostatnim mieście na Ziemi, którym rządzi Kongres Naukowy. W 2415 roku Æon Flux – najlepiej wyszkolona agentka podziemnego ruchu oporu ma za zadanie zabić przewodniczącego Kongresu Naukowego i lidera Bregny w jednym – Trevora Goodchilda. Podczas wypełniania swojej misji Æon odkrywa świat pełen tajemnic, który sprawi, że nic nie będzie dla niej już takie, jak przedtem.